# Reece Fielding
Reece Thomas Fielding (sinh ngày 23 tháng 10 năm 1998) là một cầu thủ bóng đá người Anh thi đấu ở vị trí hậu vệ cho  Ossett United.

## Sự nghiệp thi đấu
Fielding đi lên từ đội trẻ Doncaster Rovers để ký hợp đồng học bổng 2 năm vào tháng 5 năm 2015. Anh có màn ra mắt đội một trong chiến thắng 2–0 trước Mansfield Town tại trận đấu ở EFL Trophy trên sân Field Mill ngày 30 tháng 8 năm 2016.

## Thống kê
Tính đến 27 tháng 10 năm 2017.
| Câu lạc bộ          | Mùa giải            | Hạng                | Giải đấu | Giải đấu | Cúp FA | Cúp FA | Cúp EFL | Cúp EFL | Khác | Khác | Tổng | Tổng |
| Câu lạc bộ          | Mùa giải            | Hạng                | Trận     | Bàn      | Trận   | Bàn    | Trận    | Bàn     | Trận | Bàn  | Trận | Bàn  |
| ------------------- | ------------------- | ------------------- | -------- | -------- | ------ | ------ | ------- | ------- | ---- | ---- | ---- | ---- |
| Doncaster Rovers    | 2015–16             | League One          | 0        | 0        | 0      | 0      | 0       | 0       | 0    | 0    | 0    | 0    |
| Doncaster Rovers    | 2016–17             | League Two          | 0        | 0        | 0      | 0      | 0       | 0       | 2    | 0    | 2    | 0    |
| Doncaster Rovers    | 2017–18             | League One          | 0        | 0        | 0      | 0      | 0       | 0       | 1    | 0    | 1    | 0    |
| Tổng                | Tổng                | Tổng                | 0        | 0        | 0      | 0      | 0       | 0       | 3    | 0    | 3    | 0    |
| Tổng cộng sự nghiệp | Tổng cộng sự nghiệp | Tổng cộng sự nghiệp | 0        | 0        | 0      | 0      | 0       | 0       | 3    | 0    | 3    | 0    |

1. 1 2  EFL Trophy